# Ricasa
Ricasa es una entidad de población situada en el municipio de Adeje, en el sur de la isla de Tenerife (Canarias, España), a 11.5 km del casco urbano de Adeje. 
Emplazada a 100 m s. n. m., junto al barranco de Erques, está constituida por un caserío disperso, que en su mayoría son cuarterías de las fincas de plataneras o tomateras, por lo que carece de organización urbana. Su nombre corresponde al de la empresa que puso en explotación las fincas.

## Demografía
| 2000 | 2001 | 2002 | 2003 | 2004 | 2005 | 2006 |
| ---- | ---- | ---- | ---- | ---- | ---- | ---- |
| 129  | 145  | 159  | 150  | 146  | 164  | 160  |